# East Palestine, Ohio
East Palestine là một thành phố thuộc quận Columbiana, tiểu bang Ohio, Hoa Kỳ. Năm 2010, dân số của thành phố này là 4721 người.

## Dân số
- Dân số năm 2000: 4917 người.
- Dân số năm 2010: 4721 người.